# Leopoldo José Brenes Solórzano
Pour les articles homonymes, voir Solórzano (homonymie).
Leopoldo José Brenes Solórzano, né le 7 mars 1949 à Ticuantepe au Nicaragua, est un évêque nicaraguayen, archevêque de Managua depuis 2005.

## Biographie
Ordonné prêtre le 16 août 1974 par Miguel Obando Bravo, archevêque de Managua, il est appelé à l'épiscopat le 13 février 1988 comme évêque auxiliaire de Managua avec le titre d'évêque titulaire de Maturba (de). Il reçoit l'ordination épiscopale le 19 mars suivant des mains de celui qui est entre-temps devenu le cardinal Obando Bravo. 
Le 2 novembre 1991, il est nommé évêque de Matagalpa. 
Le 1er avril 2005 à la veille de la mort de Jean-Paul II, celui-ci le nomme archevêque de Managua pour succéder au cardinal Miguel Obando Bravo qui se retire à près de 80 ans. 
Le dimanche 12 janvier 2014, le pape François annonce au cours de l’Angélus, sa création comme cardinal qui eut lieu le 22 février 2014 en même temps que celle de dix-huit autres prélats. Il participe au conclave de 2025 qui élit le pape Léon XIV.